# Wierzchowiska (powiat świdnicki)
Wierzchowiska – wieś w Polsce położona w województwie lubelskim, w powiecie świdnickim, w gminie Piaski.
W latach 1975–1998 miejscowość należała administracyjnie do województwa lubelskiego.

## Części wsi
| SIMC    | Nazwa                  | Rodzaj    |
| ------- | ---------------------- | --------- |
| 0389430 | Wierzchowiska Drugie   | część wsi |
| 0389446 | Wierzchowiska Pierwsze | część wsi |

Części miejscowości Wierzchowiska Pierwsze i Wierzchowiska Drugie, tworzą oddzielne sołectwa. Według Narodowego Spisu Powszechnego z roku 2011 wieś liczyła 1040 mieszkańców.

## Historia
Wierzchowiska nazywane także lokalnie (1383 Wirzchowiska, 1409 Virzchowisko, 1413 Wyrzchowiska, 1416 Virzchowisco), wieś położona 14 km południowy wschód od Lublina.
Podległość administracyjna świecka i kościelna
Wiek XV – Powiat lubelski, parafia Mełgiew (Długosz L.B. II 551).
Własność
Wieś była własnością szlachecką począwszy od XIV wieku.

## Kalendarium
Wiek XIV i XV
- 1383 – pleban z Mełgwi udowadnia swe prawa do dziesięciny z Wierzchowisk przeciw biskupowi[10].
- 1409-14 – znany jest Stanisław Gotardowic z Wierzchowisk[11].
- 1409 -20 – znana jest Hanka-Hanna z Wierzchowisk[12].
- 1409 -30 – Paweł-Paszko Wierzchowski z Wierzchowisk ([13].
- 1413 – tenże i matka jego Hanna zastawiają swą część w Wierzchowisk, tj. 2 1/2 łana w stronę Lublina, Piotrowi z Wierzchowisk za 10 grzywien[14].
- 1428 – znana jest Dorota żona Paszka z Wierzchowisk[15].
- 1429 – znana jest Anna żona Pawła z Wierzchowisk[16].
- 1413 – dziedzicem jest Jaśko ustala granice z Bystrzejowicami[14].
- 1414-20 – znany jest Dziersław z Wierzchowisk[17];
- 1416 – tenże Dziersław przeciw dziedzicowi z Kosarzowa[18].
- 1416-8 – Andrzej z Wierzchowisk ustala granice z Mienkowicami[19].
- 1416 – znani Jasiek, Michał, Paszek, Piotr, Marcin, Jakusz z Wierzchowisk – procesują się z Mienkowicami[20].
- 1417 – Jan z Wilczopola sprzedaje część w Wierzchowisk za 40 grzywien Przedwojowi z Wilczopola[21]. Przedwój sprzedaje część w Wierzchowisk za 80 grzywien Stanisławowi z Kozic[22].
- 1417-8 – znany Przedwój z Wierzchowisk[23].
- 1417-8 – Piotr z Wierzchowisk uzyskuje część w Wierzchowisk prawem bliższości od Wojciecha Stanisławica z Kozic.
- 1419 – Marcin z Wierzchowisk ustala granice z Mienkowicami[24].
- 1428 – dziedzic Maciej i Paweł ustalają granice z Bystrzejowicami[25].
- 1430 – Piotr z Bystrzejowic sprzedaje swą część w Wierzchowisk pod Lublinem za 40 grzywien Witowi z Wierzchowisk ([26].
- 1441 – dziedzic Maciej ustala granice z Pogorzałymstawem: od narożnicy bystrzejowskiej do narożnicy mienkowskiej.
- 1443 – Maciej z Wierzchowisk przyznaje wolny wrąb oraz używanie pastwisk w Wierzchowisk pod Starościcami i Pogorzałymstawem Janowi i Krystynowi z Wierzchowisk oraz ich kmieciom[27].
- 1443 – znany jest Przedwój z Wierzchowisk[28].
- 1444 – Jan dziedzic z Wierzchowisk i jego synowiec Stanisław podzielili między siebie na 8 część 1/2 swej posiadłości przy granicach Wilczopola, Raciborowic, Krepca i Giszowic[29].
- 1451 – Stanisław z Wierzchowisk otrzymał za żona Anną, c. Jana Mętowskiego, 80 grzywien posagu zapisując jej tyleż wiana[30].
- 1455 – Wojciech Szaniek z Mienkowic zastawia Bartoszowi zięciowi Przedwoja 1/2 ł. w Wierzchowisk pod Starościcami k. kołowrotu [„circa valvam alias polyakolovrotha”][31]).
- 1456 – Katarzyna żona Mikołaja z Wierzchowisk, wd. po Stanisławie z Mienkowic, siostra Jana (Księgi Ziemskie Lubelskie w Archiwum Państwowym w Lublinie. IV 211).
- 1457 – dziedzicami są bracia Stanisław i Wojciech; granice z Mienkowicami[32].
- 1461 – dziedzicem jest Jakub, znany jest kmieć Ryn Rusin[33].
- 1468 – Stanisław z Wierzchowisk [z Mienkowicami][34].

Wiek XVI
- 1529 – dziesięcinę z całej wsi 10 grzywien zawożono plebanowi z Mełgwi.
- 1533 – pobór z 4 1/2 łana i młyna o 1 kole.

Wiek XIX
- Powstanie zespołu pałacowo parkowego w 1879 roku, którego właścicielem był ród Koźmianów[35].

Wiek XX
- 1944 wywłaszczenie i rozparcelowanie majątku.
- Do 1992 budynek wykorzystywany był przez państwowych urzędników.
- Gruntowny remont pałacu i wprowadzenie usług restauracyjno-hotelowych od 1995 roku[35].

## Zabytki
Zespół dworski z połowy XIX w.
- dwór w Wierzchowiskach
- kordegarda
- budynki gospodarcze
- park[36].

## Atrakcje
Pole Golfowe Wierzchowiska usytuowane w centrum Wyżyny Lubelskiej 16 km od centrum Lublina w kierunku na Zamość.
Pole otoczone wzgórzami lessowymi oraz wiekowymi drzewami, podzielone wąskimi strumieniami i rozlewiskami wodnymi.